# Far Out Space Nuts
Far Out Space Nuts är en amerikansk TV-serie som gick i en säsong 1975-1976. 

## Handling
Junior och Barney jobbar på en rymdanläggning. En dag ska de lasta ombord mat på en rymdfärja. Men av misstag råkar de starta färjan så att de åker ut i rymden. De svävar från planet till planet och får uppleva många spännande äventyr medan de försöker ta sig hem.

## Rollista i urval
- Bob Denver - Junior
- Chuck McCann - Barney
- Patty Maloney - Honk
- Robert Dunlap - Penthos
- Stan Jenson - Crakor
- Kay E. Kuter - Kayla
- Paul Wexler - Tagot